# William Howard Arnold
William Howard Arnold, ameriški general, * 18. januar 1901, † 30. september 1976.

## Življenjepis
Leta 1924 je diplomiral na Vojaški akademiji ZDA.
Dodeljen je bil pehoti in služil je na različnih zadolžitvah po ZDA. Leta 1928 je končal tečaj za pehotne častnike. V letih 1928−1930 je bil dodeljen Vojašnici Schofield (Havaji). Pozneje (1934–1936) pa je bil častnik za usposabljanje in operacije (S-3) 15. pehotnega polka, ki je bil nastanjen na Kitajskem.
Leta 1938 je končal šolanje na Poveljniškem in generalštabnem kolidžu Kopenske vojske ZDA.
Med drugo svetovno vojno je bil sprva pomočnik načelnika štaba za usposabljanje in operacije (G-3) 4. korpusa (1942–1943), nato pa je bil septembra 1943 povišan v brigadnega generala in postal načelnik štaba 14. korpusa Novembra 1944 je bil povišan v generalmajorja in imenovan za poveljnika 23. pehotne divizije, kateri je poveljeval vse do deaktivacije divizije decembra 1945. Avgusta 1945 je sprejel predajo Imperialne japonske kopenske vojske na otoku Cebu.
Po drugi svetovni vojni je nadaljeval z aktivno vojaško službo; tako je bil v letih 1950–1952 poveljnik Združene vojaške misije za pomoč Turčiji (Joint Military Mission for Aid to Turkey; JMMAT). Leta 1953 je bil imenovan za poveljnika Sil ZDA Avstrija (U.S. Forces Austria), kjer je prejel tudi povišanje v generalporočnika; na tem položaju je ostal vse do leta 1955.
Leta 1955 pa je postal poveljnik 5. armade, kjer je ostal vse do upokojitve leta 1961.
Po upokojitvi je ostal na področju Chicaga. 30. septembra 1976 je umrl v Lake Forestu (Illinois). Pokopan je v Fort Sheridanu (Illinoisu), zraven svoje žene Elizabeth (1905–1976).

## Odlikovanja
Arnold je prejel več medalj Distinguished Service Medal (dve za zasluge med drugo svetovno vojno), srebrno zvezdo, dve legije za zasluge, dve bronasti zvezdi in zračno medaljo.